# Lobini
Lobini fue un fabricante de automóviles brasileño. La compañía produjo un auto deportivo llamado H1 que usaba motores Audi y carrocerías de fibra de vidrio producidas por el fabricante de autos deportivos brasileño Chamonix.

## Historia
Lobini, llamado así por sus fundadores José Orlando Lobo y Fábio Biroliini, fue un proyecto creado en 1999 con el objetivo de desarrollar un coche deportivo brasileño con una tecnología comparable a la de los vehículos internacionales de la misma categoría.
El Lobini H1, primer modelo fabricado, fue un éxito en el evento Salão do Automóvel de 2002. La empresa fue adquirida por Brax Automóveis en 2006. El mismo año presentaron el nuevo Lobini H1 2007 en el Salão do Automóvel de 2006, un auto con techo rígido desmontable, un frente rediseñado con nuevos faros y un kit aerodinámico.
Lobini fue distribuido en el Reino Unido por la compañía Lifestyle Automotive Ltd. En total, la compañía produjo 69 unidades entre 2000 y 2001.